# Хабаровський округ
Хабаровський округ (рос. Хабаровский округ) — адміністративно-територіальна одиниця Далекосхідного краю, що існувала в 1926—1930 роках.
Хабаровський округ був утворений в 1926 році. Центром округу було призначене місто Хабаровськ.
Спочатку округ був розділений на 5 районів: Калінінський, Ленінський, Михайло-Семенівський, Некрасовський і Совєтський.
30 липня 1930 Хабаровський округ, як і більшість інших округів СРСР, був скасований. Його райони відійшли в пряме підпорядкування Далекосхідного краю.
Населення округу в 1926 році становило 176,1 тис. осіб (без іноземців, яких було 12,3 тис.). З них росіяни — 54,0 %; українці — 28,1 %; білоруси — 6,7 %; корейці — 4,9 %; нівхи — 1,6 %.